# Luchthaven Tirana
Luchthaven Tirana Nënë Tereza (Albanees: Aeroporti Nënë Tereza) is de enige internationale luchthaven in Albanië. De luchthaven wordt ook wel luchthaven Rinas genoemd omdat de luchthaven bij het dorpje Rinas ligt (gemeente Nikël), zo'n 25 kilometer ten noordwesten van Tirana. De luchthaven is in 2001 vernoemd naar moeder Teresa, die van Albanese komaf was.

## Terminal
De luchtverkeersapparatuur en -faciliteiten zijn gemoderniseerd door investeringen van de eigenaar SHPK, een handelsorganisatie onder leiding van Hochtief AirPort. Hochtief heeft vanaf 23 april 2005 een 20 jaar durende concessie.
De concessie omvatte de bouw van een compleet nieuwe passagiersterminal en diverse infrastructurele verbeteringen, met inbegrip van de bouw van een nieuwe toegangsweg. De nieuwe faciliteiten deden hun intrede op 23 maart 2007, en vormden een verbetering van de diensten die worden aangeboden aan luchtreizigers in Albanië, maar de terminals hebben nog geen vliegtuigslurf. De nieuwe terminal van de huidige capaciteit (miljoen per jaar) werd overtroffen in hetzelfde jaar. Daarom werd aan de exploitant gevraagd om te investeren in een project van twee jaar expansie.
In 2007 kreeg Luchthaven Tirana een recordaantal van 1.107.325 miljoen passagiers te verwerken en 3.482 ton vracht. De passagiersaantallen stegen met 22% vergeleken met 2006 en de vracht met 65%. Uit de archieven bleek dat er ook nog een record aan vliegtuigbewegingen was, die een stijging van 15% doormaakte ten opzichte van 2006. In 2010 werden 1.536.822 passagiers verwerkt. In 2023 bereikte de luchthaven een record van 7.257.662 passagiers. Wizz Air en Air Albania hebben het grootste marktaandeel. 
Sinds 2005 is het beheer in handen van Hochtief AirPort en zijn de infrastructuur en omliggende faciliteiten van de luchthaven aanzienlijke verbeterd en uitgebreid.